# Молодёжная сборная Норвегии по хоккею с мячом
Молодёжная сборная Норвегии по хоккею с мячом — представляет Норвегию на международных соревнованиях по хоккею с мячом среди игроков не старше 23 лет.
Впервые приняла участие в молодёжном чемпионате мира 1990 года, где, потерпев поражения во всех трёх матчах, заняла последнее, 4-е место.
На два последующих чемпионата норвежцы не смогли приехать по финансовым обстоятельствам. В октябре 2013 года норвежцы подтвердили намерение участвовать в ближайшем молодёжном чемпионате мира. По итогам турнира, сборная Норвегии заняла 4-е место из 5 команд, уступив в матче за бронзовые медали сборной Финляндии и одержав первую победу на молодёжных чемпионатах мира — 1:0 над сборной Казахстана.